# Baby’s in Black
«Baby’s in Black» (с англ. — «Крошка в чёрном») — песня группы «Битлз», написанная совместно Джоном Ленноном и Полом Маккартни и вошедшая в альбомы Beatles for Sale и Beatles '65.

## Песня
Песня была написана совместно Ленноном и Маккартни летом 1964 года во время концертного тура группы по Австралии и Новой Зеландии. Согласно музыкальному критику Ричи Антербергеру, песня представляет собой «любовную элегию, посвящённую расстроенной девушке; элегию более угрюмую, чем любая другая из предыдущих песен „Битлз“».
Согласно многим критикам и специалистам по истории «Битлз», в песне поётся об Астрид Кирхгерр (друге и фотографе группы) и о Стюарте Сатклиффе (Астрид была его невестой и была чрезвычайно подавлена его смертью), однако никаких официальных подтверждений этой версии не было.

О, дорогая, что я могу поделать.

Крошка в трауре, а я грущу,

Скажи мне, о, что я могу поделать.
Она думает о нём,

И поэтому она одета в чёрное.

И несмотря на то, что он никогда не вернётся,

Она одета в чёрное.
Оригинальный текст (англ.)Oh dear, what can I do

Baby's in black and I'm feeling blue

Tell me, oh, what can I do
She thinks of him

and so she dressed in black

And though he'll never come back

she's dressed in black
— текст песни
Несмотря на довольно пессимистический текст, песня написана в мажоре и лёгком вальсовом ритме (в трёхдольном размере 6/8).

## Запись песни
Песня была записана 11 августа 1964 года на студии «Эбби Роуд». Песня стала первой, записанной для альбома Beatles for Sale.
В общей сложности было записано 14 дублей. При записи песни Маккартни и Леннон исполняли свои вокальные партии одновременно на один микрофон (они настояли на этом, чтобы достичь более тонкого слышания друг друга).
В записи участвовали:
- Джон Леннон — основной вокал, ритм-гитара
- Пол Маккартни — вокал, бас-гитара
- Джордж Харрисон — соло-гитара
- Ринго Старр — ударные, бубен

## Судьба песни
Группа исполняла эту песню на многих своих концертах с конца 1964 до самого последнего тура в 1966 (при этом обычно песня шла после Rock and Roll Music и Long Tall Sally). По словам Маккартни, «Мы обычно вставляли её туда и думали: „Ну, пусть они толком и не понимают, что с этим делать, но это реально круто“».
Летом 1965 года композиция вошла в мини-альбом группы Beatles for Sale (No. 2). В 1996 году живое исполнение песни было выпущено на стороне «Б» сингла «Real Love», второго сингла, опубликованного в рамках проекта The Beatles Anthology.

## Кавер-версии
- В 1965 году песня была перепета американской группой Charles River Valley Boys для их альбома Beatle Country, содержавшего кавер-версии различных песен «Битлз»[6].
- В 1965 году песня была перепета британской группой The Applejacks.
- Панамский исполнитель Рубен Блейдс записал кавер-версию песни для своего альбома Amor Y Control (1992 год, альбом был номинирован на премию Грэмми).
- Американская кантри-группа Flynnville Train записала кавер-версию песни для своего дебютного альбома Flynnville Train (2007).